# Ophiorrhiza utakwensis
Ophiorrhiza utakwensis är en måreväxtart som beskrevs av Herbert Fuller Wernham. Ophiorrhiza utakwensis ingår i släktet Ophiorrhiza och familjen måreväxter. Inga underarter finns listade i Catalogue of Life.